# Dictionnaire de la langue slovène littéraire
Le Dictionnaire de la langue slovène littéraire (Slovar slovenskega knjižnega jezika en slovène, SSKJ en sigle) est un dictionnaire publié par l’Institut de la langue slovène Frana Ramovša (sl) de l’Académie slovène des sciences et des arts. La première édition en cinq volumes est publiée entre 1970 et 1991. Une édition électronique est publiée en 1997 et sur CD-ROM en 1998. Sa deuxième édition est publiée en 2014.